# わがいほは
『わがいほは』は、うつぎによる日本の日常系ファンタジー漫画作品。コミックスマートが運営するウェブコミック配信サイト『GANMA!』において、2017年9月11日から2020年2月24日まで隔週月曜日更新で連載された。

## 概要
幽体離脱男子と不愛想な巫女の同居コメディである。話数カウントは「〇段目」。

## あらすじ
交通事故に遭い、意識不明の重体となった高校生・佐藤旭。生霊となった彼の魂は地上を彷徨い、小さな神社にたどり着き、神社の巫女・碓氷伊織と出会う。チベットスナギツネのぬいぐるみに乗り移ることになった佐藤は、神社の神様・珠姫様から己の体に戻るためにある条件を持ち掛けられる。

## 登場人物
佐藤 旭（さとう あさひ）
本作主人公。初登場時は高校2年生かつ16歳。母と姉がいる。作中ではほぼ乗り移ったチベットスナギツネのぬいぐるみの姿で登場する。
トラックによる交通事故で意識不明の重体となり、生霊となった魂の状態で碓氷神社でたどり着き、碓氷伊織や珠姫様と出会う。浮遊霊のままだと魑魅魍魎に食われるので、やむなく珠姫様が適当に選んだチベットスナギツネに乗り移ることになった。珠姫様から自分の体に戻るのと引き換えに、伊織の心の拠り所になるように持ち掛けられ、伊織らと生活するようになる。のちに存在が花里にばれる。家族が家事が不得意であるがゆえに家事能力は高い。
2018年と2019年に行われたGANMA！総選挙で2年連続人外賞に選ばれている。
碓氷 伊織（うすい いおり）
本作ヒロイン。女子高2年A組。
女子高に通う傍ら、祖母の跡を継いで碓氷神社の巫女を勤めており、町中で見つけた死霊を常世に送るのを仕事にしていた。当初碓氷神社で一人暮らしをしていた。文武両道ながら不愛想で感情表現に乏しく、祖母の方針で他人との関わりを極力断っていたが、佐藤や荒谷との生活で変化していく。作中佐藤から「碓氷さん」と呼ばれている。
好物は辛いもので、当初はおよそ一人で消費しきれない量の唐辛子を買い込んでいた。また、コブダイを気に入っており、はじめ佐藤をコブダイのぬいぐるみに憑依させようとしていた。
珠姫様(たまひめさま)
碓氷神社に祀られている女神。佐藤をチベットスナギツネのぬいぐるみに乗り移らせた張本人で佐藤が伊織と暮らす理由を作る。酒豪。
荒谷茜（あらやあかね）
高校3年女子。故人かつ死霊。誕生日は4月22日。
死去後に悪霊に追われた結果、タスマニアデビルのぬいぐるみに憑依してしまった状態で佐藤や伊織に出会う。幼馴染の涼太への未練ゆえに常世へ行くのに失敗してアンゴラウサギのぬいぐるみに乗り移ってしまい、そのまま佐藤や伊織と生活する。
花里香澄（はなざとかすみ）
伊織のクラスメイト。2年4組委員長。身長153センチで特技は短距離走。昌樹という弟がいる。
伊織とは1年からのクラスメイト。佐藤や荒谷の事情を知っている。ポニーテールにしていることが多い。
三浦琴音（みうらことね）
伊織と花里のクラスメイト。いざとなったら拳で解決する性格。
柏木光（かしわぎひかり）
伊織と花里のクラスメイト。荒谷と佐藤を高性能AIだと思い込んでいる。左側をサイドポニーにしている。
峰さん（みねさん）
伊織と花里のクラスメイト。ハキハキしていて勢いがあるが、抜けている。
碓氷月江（うすいつきえ）
伊織の祖母。先代の碓氷神社の巫女。
春田さん（はるたさん）
月江のお手伝いさん。

## 単行本
連載終了後、2020年2月23日から4月26日の期間にクラウドファンディングによる全話書籍化プロジェクトが行われ、数量および支援者限定で単行本全3巻が刊行された。